# Zwönitz
Zwönitz é uma cidade da Alemanha localizada no distrito de Erzgebirgskreis, região administrativa de Chemnitz, estado da Saxônia.
É membro e sede do Verwaltungsgemeinschaft de Zwönitz-Hormersdorf.